# Мойсес Уртадо
Мойсес Уртадо (ісп. Moisés Hurtado, нар. 20 лютого 1981, Сабадель) — іспанський футболіст, що грав на позиції півзахисника, зокрема за «Еспаньйол».

## Ігрова кар'єра
Народився 20 лютого 1981 року в Сабаделі. Вихованець футбольної школи клубу «Еспаньйол». 
У дорослому футболі дебютував 2000 року виступами у третьому іспанському дивізіоні за «Еспаньйол Б». Згодом у сезоні 2004/05 на правах оренди грав за друголіговий «Ейбар», в якому взяв участь у 33 матчах чемпіонату. Повернувшись до «Еспаньйола», отримав місце у його основному складі і захищав кольори рідного клубу протягом наступних п'яти сезонів у Ла-Лізі. 2006 року виборов у складі барселонської команди титул володаря Кубка Іспанії. Наступного року команда доходила до фіналу Кубка УЄФА, де поступилася у серії пенальті «Севільї», а Уртадо був вилучений з поля у середині другого тайму, залишивши «Еспаньйол» у меншості.
Сезон 2010/11 провів у грецькому «Олімпіакосі». Для команди сезон став чемпіонським, утім сам іспанець мав статус лише гравця ротації.
2011 року повернувся на батьківщину, де продовжив кар'єру в «Гранаді», у складі якої виходив на поле епізодами. На початку 2013 року на правах вільного агента став гравцем друголігової «Жирони», а наступного року був змушений оголосити про завершення кар'єри через травму коліна.

## Титули і досягнення
- Володар Кубка Іспанії (1):

«Еспаньйол»: 2005-2006
- Чемпіон Греції (1):

«Олімпіакос»: 2010-2011